# من (آهنگ ته‌یان)
من آهنگ کره‌ای است که توسط خواننده کره‌جنوبی ته‌یان ضبط شده‌است. این تک آهنگ که با همراهی وربال جینت -رپر کره‌ای- اجرا شده، آهنگ اصلی اولین آلبوم انفرادی ته‌یان با همین نام است. این ترانه توسط خودش، مافلای وربال جینت نوشته شده و توسط مایا ماری لنگستون، بنت آرمسترانگ، جاستین آرمسترانگ، کازماپولتین داگلاس، دیوید کوینونز، جان اشیر و رایان سون جون ساخته شده‌است. «من» به صورت دیجیتالی در تاریخ ۷ اکتبر ۲۰۱۵ به همراه انتشار آلبوم منتشر شد و در ۹ اکتبر از رادیو «کی-پاپ کانکشن» پخش شد.
به لحاظ موسیقی، «من» یک آهنگ پاپ راک است که به گفتهٔ جف بنیامین از مجله بیلبورد، شبیه به آهنگ‌های تیلور سوئیفت است. پس از انتشار، «من» به‌طور کلی نظرات مطلوبی از منتقدان موسیقی دریافت کرد که سبک موسیقایی ترانه و توانایی خوانندگی ته‌یان را ستایش کردند. این ترانه در صدر فهرست آهنگ‌های دیجیتال گائون قرار گرفت و از آن زمان تا سال ۲۰۱۸، بیش از ۲٫۵ میلیون نسخه دیجیتال فروخته‌است. برای تبلیغ آهنگ و آلبوم، ته‌یان چندین اجرا در برنامه‌های موسیقی از جمله اینکی‌گایو، بانک موسیقی و شمارش معکوس ام. داشت.